# Ostrozub (Orahovac)
Pour les articles homonymes, voir Ostrozub.
Astrazup en albanais et Ostrozub en serbe latin (en serbe cyrillique : Острозуб) est une localité du Kosovo située dans la commune/municipalité de Rahovec/Orahovac et dans le district de Prizren/Prizren. Selon le recensement kosovar de 2011, elle compte 2 192 habitants, dont une majorité d'Albanais.
Selon le découpage administratif du Kosovo, la localité fait partie de la commune/municipalité de Malishevë/Mališevo.

## Démographie

### Évolution historique de la population dans la localité
| 1948 | 1953 | 1961 | 1971  | 1981  | 1991  | 2011  |
| ---- | ---- | ---- | ----- | ----- | ----- | ----- |
| 744  | 794  | 908  | 1 300 | 1 724 | 2 298 | 2 192 |

|  |